# Католикос усіх вірмен

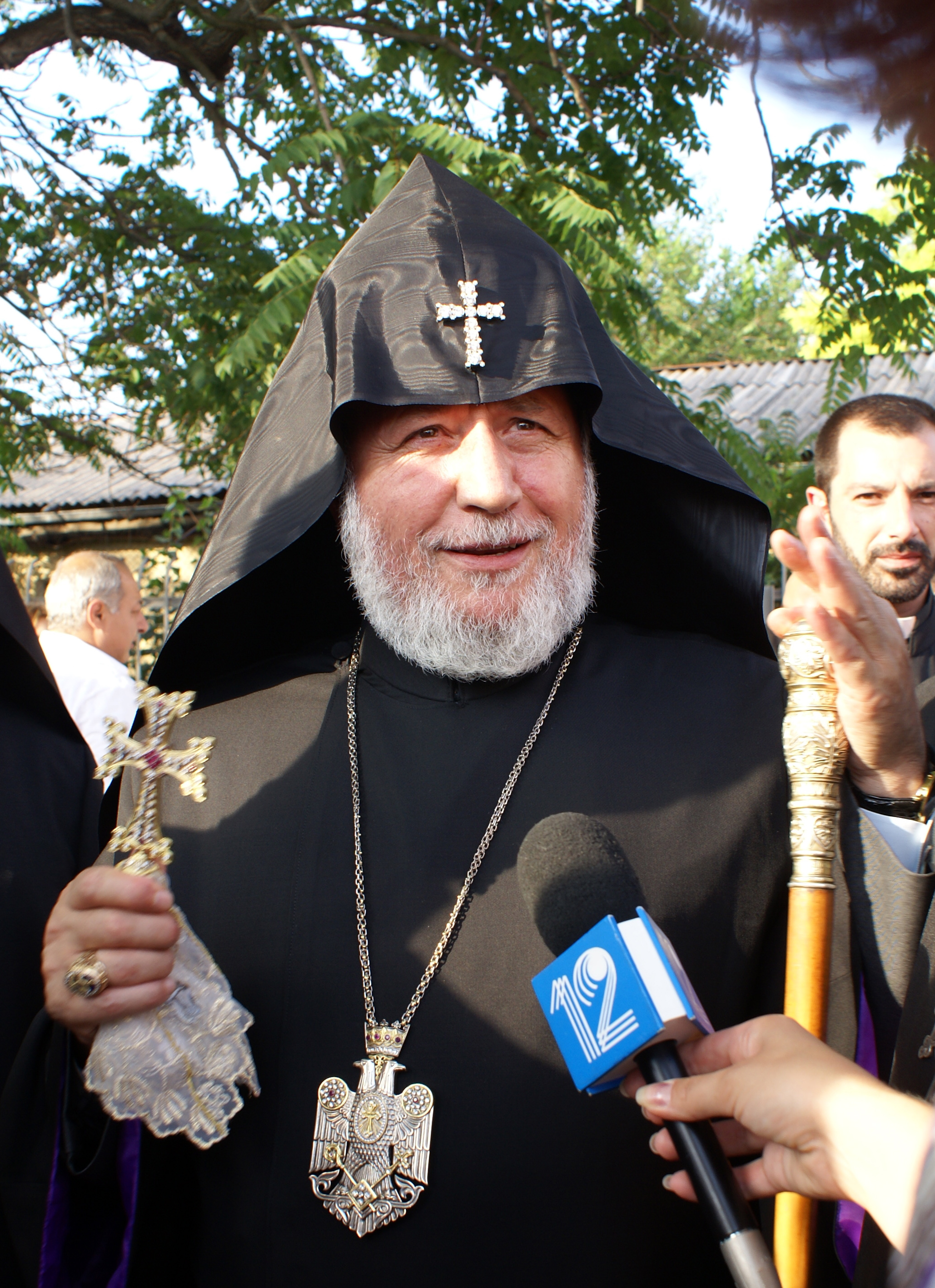
Чинний Католикос усіх вірмен Гарегін II

Католико́с усіх вірмен (вірм. Նորին Սրբություն Գերագույն Նահապետ և Ամենայն Հայոց Կաթողիկոս) — духовний керманич вірменського народу, голова Вірменської Апостольської церкви. Патріарх понад 10 мільйонів вірменів, що проживають по всьому світі. Чинним 132-им Католикосом усіх вірмен є Гарегін II, обраний 27 жовтня 1999 року.

## Походження терміна
Слово католикос походить від грец. καθολικός («всесвітній»). Зазначення вищої влади, рівній патріархові, в деяких Східних церквах. Походить від імперського титулу, згідно з яким високопосадовець, чия компетенція була загальна, як щодо території, так і щодо питань приналежних його владі. Стародавні тексти свідчать, що починаючи від IV століття термін «Католикос» позначав фінансового адміністратора володінь. Трохи пізніше термін перейшов в церковну мову і позначав верховну владу Церкви sui iuris, таких як Католикос Селевкій Ктестофон в ассирійській східній Церкві, Католикос Вагаршапату у Вірменській церкві, потім Католикос Антеліасу для Вірменської церкви Кілікії, сирійсько-православної громади в Індії та Грузинської церкви.